# Wenyen Gabriel
Wenyen Gabriel (Jartum; 26 de marzo de 1997) es un baloncestista, con doble nacionalidad sursudanesa y estadounidense, que pertenece a la plantilla del Panathinaikos B.C. de la A1 Ethniki, la máxima competición griega de baloncesto. Con 2,06 metros de estatura, juega en la posición de ala-pívot.

## Trayectoria deportiva

### Universidad
Tras jugar en su etapa de instituto los clásicos Jordan Brand Classic  y Nike Hoop Summit, jugó dos temporadas con los Wildcats de la Universidad de Kentucky, en las que promedió 5,7 puntos, 5,1 rebotes y 1,0 tapones por partido. En junio de 2018 se declaró elegible para el Draft de la NBA, renunciando a los dos años que le restaban de universidad.

#### Estadísticas
| Año     | Equipo   | PJ | PT | MPP  | %TC  | %3P  | %TL  | RPP | APP | ROB | TPP | PPP |
| ------- | -------- | -- | -- | ---- | ---- | ---- | ---- | --- | --- | --- | --- | --- |
| 2016–17 | Kentucky | 38 | 23 | 17.7 | .405 | .317 | .618 | 4.8 | .7  | .3  | .9  | 4.6 |
| 2017–18 | Kentucky | 37 | 7  | 23.1 | .442 | .396 | .625 | 5.4 | .6  | .5  | 1.1 | 6.8 |
| Total   | Total    | 75 | 30 | 20.6 | .426 | .367 | .622 | 5.1 | .6  | .5  | 1.0 | 5.7 |

### Profesional

#### 2018-20
Tras no ser elegido en el Draft de la NBA de 2018, disputó la NBA Summer League con los Sacramento Kings, jugando ocho partidos en los que promedió 4,3 puntos y 3,5 rebotes. El 31 de julio firmó un contrato dual con los Kings y su filial en la G League, los Stockton Kings.

#### 2020
Después de 11 encuentros con el primer equipo, el 20 de enero de 2020, Gabriel es traspasado a Portland Trail Blazers junto a Trevor Ariza y Caleb Swanigan a cambio de Kent Bazemore y Anthony Tolliver.

#### 2020-21
Tras unos meses en Portland, el 23 de noviembre de 2020, firma con New Orleans Pelicans.

#### 2021-22
En octubre de 2021, se une a los Wisconsin Herd como jugador afiliado.
El 21 de diciembre, firma un contrato de 10 día con Brooklyn Nets, con los que disputa 1 encuentro. El 31 de diciembre, firma por otros 10 días, pero esta vez con Los Angeles Clippers. Firmado un segundo contrato con el equipo angelino el 11 de enero.
Al término del contrato, el 21 de enero, fue readquirido por los Wisconsin Herd. El 29 de enero firma un contrato de 10 días con New Orleans Pelicans. Pero no llega a debutar y al término del mismo, el 8 de febrero regresa a los Wisconsin Herd.
El 1 de marzo, firma por Los Angeles Lakers.

#### 2022-23
El 8 de abril de 2022 renueva con los Lakers para la temporada siguiente, en la que disputa 68 encuentros con el primer equipo.

#### 2023-24
El 1 de octubre de 2023 firma por Boston Celtics, pero fue cortado el 20 de octubre sin llegar a debutar. El 9 de noviembre firma de nuevo con los Wisconsin Herd.
El 8 de marzo de 2024 firmó un contrato de 10 días con los Memphis Grizzlies. El 18 de marzo regresa a Wisconsin.
Tras eso firma con Vaqueros de Bayamón de la Baloncesto Superior Nacional (BSN) de Puerto Rico.

#### 2024-25
El 10 de julio de 2024 firmó un contrato de dos años con el Maccabi Tel Aviv de la Ligat ha'Al israelí y la Euroliga.

#### Panathinaikos (2024-presente)
El 23 de diciembre de 2024, Gabriel firmó con el Panathinaikos de la Liga de Baloncesto Griega (GBL) y la Euroliga.

### Selección nacional
Durante agosto y septiembre de 2023 fue integrante de la selección de Sudán del Sur que participó en el Mundial de 2023 celebrado en Asia, y que finalizó en decimoséptimo lugar.
Entre julio y agosto de 2024 fue parte de la selección absoluta de Sudán del Sur, que disputó los Juegos Olímpicos de París, finalizando en novena posición.

## Estadísticas de su carrera en la NBA

### Temporada regular
| Año     | Equipo        | PJ  | PT | MPP  | %TC  | %3P  | %TL  | RPP | APP | ROB | TPP | PPP |
| ------- | ------------- | --- | -- | ---- | ---- | ---- | ---- | --- | --- | --- | --- | --- |
| 2019-20 | Sacramento    | 11  | 0  | 5.5  | .353 | .125 | .600 | .9  | .3  | .3  | .2  | 1.7 |
| 2019-20 | Portland      | 19  | 1  | 9.2  | .484 | .417 | .750 | 2.2 | .3  | .4  | .3  | 2.7 |
| 2020-21 | New Orleans   | 21  | 0  | 11.5 | .400 | .406 | .647 | 2.6 | .5  | .4  | .4  | 3.4 |
| 2021-22 | Brooklyn      | 1   | 0  | 1.0  | –    | –    | –    | 1.0 | .0  | .0  | .0  | .0  |
| 2021-22 | L.A. Clippers | 6   | 0  | 7.7  | .385 | .400 | .500 | 2.3 | .3  | .2  | .3  | 2.3 |
| 2021-22 | L.A. Lakers   | 19  | 5  | 16.4 | .505 | .261 | .605 | 4.3 | .6  | .2  | .5  | 6.7 |
| 2022-23 | L.A. Lakers   | 68  | 2  | 15.1 | .596 | .278 | .619 | 4.2 | .5  | .4  | .5  | 5.5 |
| 2023-24 | Memphis       | 5   | 0  | 16.2 | .364 | .167 | .000 | 5.0 | .6  | .4  | .4  | 3.4 |
| Total   | Total         | 150 | 8  | 12.9 | .524 | .311 | .606 | 3.4 | .5  | .4  | .4  | 4.4 |

### Playoffs
| Año   | Equipo      | PJ | PT | MPP  | %TC  | %3P  | %TL  | RPP | APP | ROB | TPP | PPP |
| ----- | ----------- | -- | -- | ---- | ---- | ---- | ---- | --- | --- | --- | --- | --- |
| 2020  | Portland    | 4  | 2  | 13.3 | .600 | .400 | .500 | 2.5 | 1.0 | .5  | .5  | 5.3 |
| 2023  | L.A. Lakers | 10 | 0  | 3.7  | .400 | —    | .667 | .9  | .0  | .2  | .3  | 1.0 |
| Total | Total       | 14 | 2  | 6.5  | .520 | .400 | .600 | 1.4 | .3  | .3  | .4  | 2.2 |